# Fessanvilliers-Mattanvilliers
Fessanvilliers-Mattanvilliers är en kommun i departementet Eure-et-Loir i regionen Centre-Val de Loire strax norr om centrala Frankrike. Kommunen ligger i kantonen Brezolles som tillhör arrondissementet Dreux. År 2022 hade Fessanvilliers-Mattanvilliers 172 invånare.

## Befolkningsutveckling
Antalet invånare i kommunen Fessanvilliers-Mattanvilliers
Referens:INSEE